# Lijst van nationale parken in Kosovo
In Kosovo zijn 2 natuurgebieden tot nationaal park uitgeroepen. 
| Nationaal park Bjeshkët e Nemuna (Prokletije) Begin:2012 Oppervlakte: 624,88 |
| Nationaal park Sharri (Šar planina) Begin:1986 Oppervlakte: 22,6             |